# Cerne Abbas
Cerne Abbas – wieś w Anglii, w hrabstwie Dorset, w dystrykcie (unitary authority) Dorset. Leży 13 km na północ od miasta Dorchester i 182 km na południowy zachód od Londynu. W 2001 miejscowość liczyła 732 mieszkańców.